# Dot

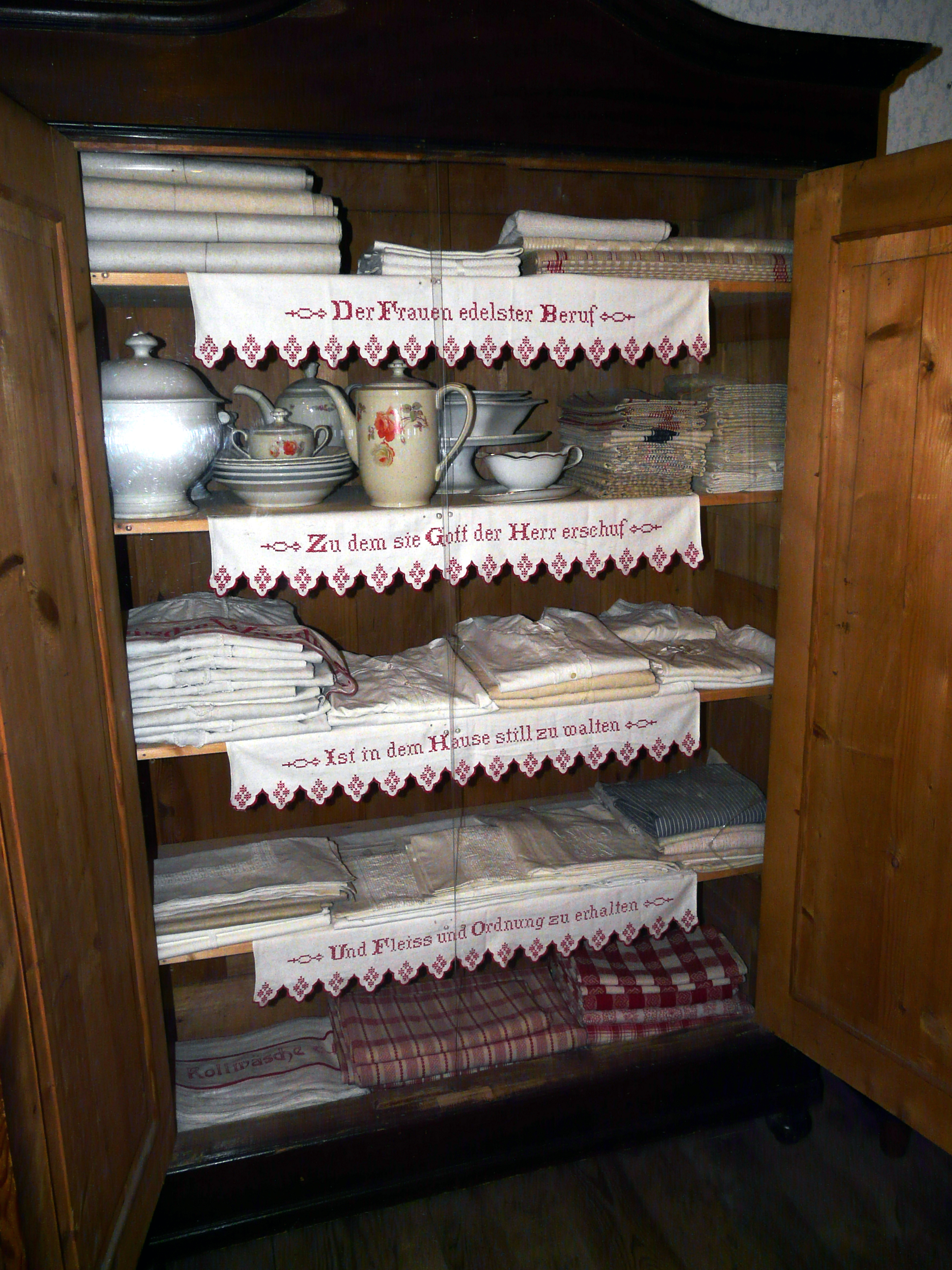
Un antic Aussteuerschrank alemany amb l'aixovar de la núvia

El dot, mot usat des de l'edat mitjana i que prové del llatí, és el patrimoni que la futura casada o la seva família lliuren al promès, i està en molts casos en proporció amb l'estatus social del futur marit. El seu significat, segons diferents cultures, seria el de contribuir a la manutenció de la mateixa promesa o contribuir a les càrregues matrimonials. En qualsevol cas, el dot s'atorga a l'home, que l'administra durant la durada del matrimoni, i de produir-se el repudi, la separació o el divorci hauria de tornar-lo.
El dot tradicionalista és un costum antic que s'esmenta en alguns dels primers escrits, i la seva existència pot ser anterior als registres. Les dots continuen sent esperades i exigides com a condició per acceptar una proposta de matrimoni en algunes parts del món, principalment a parts d'Àsia. El costum del dot és més comú en les cultures fortament patrilineals que esperen que les dones resideixin amb la família del seu marit o prop de ella (patrilocalitat). Les dots tenen una llarga història a Europa, Àsia del Sud, Àfrica i altres parts del món.
"Dot" té altres significats: és una qualitat que la natura pot haver donat a algú, i que dona un cert prestigi; i l'aportació que fa una noia quan entra en un monestir com a monja.

## Definició
Un dot és la transferència de la propietat parental a una filla en el seu matrimoni (és a dir, "inter vivos") més que a la mort del propietari (mortis causa). (Aquesta és una definició de dot completament diferent a la que es dóna a la part superior de l'article, que demostra com el terme "dot" provoca confusió.) Un dot (o dot) estableix un tipus de fons conjugal, la naturalesa del qual pot variar molt. Aquest fons pot proporcionar un element de seguretat financera en viduïtat o contra un marit negligent, i eventualment pot anar a mantenir els seus fills. Els dots també poden servir per establir una llar matrimonial i, per tant, poden incloure mobles com ara llençols i mobles.
Localment, dot o trousseau s'anomena jahez en urdú, jahizie (també significa premi no específicament dot) en persa i àrab ; dahej en hindi, dāj en panjabi, daijo en nepalí, çeyiz en turc, joutuk en bengalí, jiazhuang en mandarí, varadhachanai en tàmil, khatnam en telugu, streedhanam en malayalam, miraz en serbocroat i en diverses parts d'Àfrica es coneix com serotwana, idana, saduquat o mugtaf.
En algunes cultures, el dot forma part d'un bescanvi de riqueses entre les famílies contraents, acompanyat d'un cert pagament del xicot o la seva família a la família de la promesa, denominat donació voluntària. Aquest pagament és força freqüent en algunes cultures africanes, mentre que el dot seria més propi de l'Àsia del Sud i algunes societats europees. En estats com ara l'Índia, Pakistan, Bangladesh, el Nepal o Sri Lanka, és la promesa qui ha de pagar un dot a la família del nuvi.
Encara que en aquests països asiàtics es prohibiria expressament el dot a mitjan segle XX -a l'Índia s'il·legalitzà el 1961-, aquesta pràctica continua sent prou comuna i de vegades ha suscitat problemes quan no poden satisfer-se les exigències del marit, cosa que ocasiona maltractament o també uxoricidis, o altres tipus d'assassinats.
En algunes regions d'Europa s'ha conservat la tradició de l'aixovar, que antigament consistia en el conjunt d'estris, mobles i robes aportat per la família de la núvia i que avui també pot fer-se extensible a la família del promès.

## Dot als Països Catalans
Als Països Catalans, el dot és una part del patrimoni dels pares que en vida d'ells hom pot lliurar als cabalers —fills o filles—, a vegades en pagament o a compte de llurs drets legitimaris, a diferència de l'heretament, que hom lliura només a l'hereu o a la pubilla. La muller solia aportar aquests béns per raó de matrimoni, com a contribució al sosteniment de les càrregues de la família en el règim normal català de separació de béns. Segons la llei del Parlament de Catalunya del 1984, que abolí el dot obligatori (o necessari), el dot és sempre voluntari (dot voluntari).

## Orígens
En l'Imperi nou de l'Antic Egipte existien tres tipus de contracte matrimonial, en dos dels quals la dona aporta diner (dot) al matrimoni per la seva manutenció, donant-li el marit a canvi una quantitat anual de gra i diners. En el tercer tipus de contracte la dona pot reclamar la quantitat aportada. A l'antic Palestina són els pares del futur marit, o ell mateix si era adult i lliure, els qui paguen als pares de la futura dona el mohar. En altres cultures, com els pobles germànics de l'edat mitjana, apareix un fenomen marital denominat Morgengabe, que consistia en un pagament del promès a la família de la núvia. El mahr és un fenomen semblant al Morgengabe germànic, però en la cultura islàmica, que s'esmenta a l'Alcorà al versicle 4:4: "doni el promès el pagament a la núvia d'un cert import de diners, joies o béns immobles".
L'estudi comparatiu de l'antropòleg Jack Goody sobre els sistemes de dot arreu del món utilitzant l'Atles etnogràfic va demostrar que el dot és una forma d'herència que es troba a l'àmplia franja de societats eurasiàtiques, des del Japó fins a Irlanda, que practiquen la "devolució divergent", és a dir, que transmeten propietats als nens independentment del sexe. Aquesta pràctica difereix de la majoria de societats d'Àfrica subsahariana que practiquen una "herència homogènia" en la qual la propietat només es transmet als fills del mateix sexe que el titular de la propietat. Aquestes últimes societats africanes es caracteritzen per la transmissió de l'escreix, els diners, béns o béns donats pel nuvi o la seva família als pares de la núvia (no a la núvia mateixa).
Goody ha demostrat una correlació històrica entre les pràctiques de "devolució divergent" (dot) i el desenvolupament de l'agricultura intensiva d'arada d'una banda, i l'herència homogènia (brideprice) i l'agricultura extensiva d'aixada de l'altra. Basant-se en el treball d'Ester Boserup, Goody assenyala que la divisió sexual del treball varia en l'agricultura intensiva de l'arada i en l'horticultura extensiva. A les regions poc poblades on es produeix el conreu itinerant, la major part del treball el fan dones. Aquestes són les societats que donen el preu de la núvia . Boserup associa a més el canvi de l'horticultura amb la pràctica de la poligàmia i, per tant, la riquesa de la núvia es paga com a compensació a la seva família per la pèrdua del seu treball. En l'agricultura de l'arada, l'agricultura és en gran part feina dels homes; aquí és on es dóna el dot. En canvi, l'agricultura de l'arada s'associa a la propietat privada i el matrimoni tendeix a ser monògam, per mantenir la propietat dins de la família nuclear. La família propera són els parells preferits per mantenir la propietat dins del grup.
Hi ha un debat acadèmic sobre la teoria de Goody. Sylvia Yanagisko argumenta, per exemple, que hi ha diverses societats, incloses parts del Japó, el sud d'Itàlia i la Xina, que no donen suport a l'afirmació de Goody que el dot és una forma d'herència femenina de la propietat masculina. Assenyala que el de Goody és un model evolutiu en el qual aquestes variables històriques potser no són els factors decisius avui en dia. Susan Mann argumenta, en canvi, amb exemples en què fins i tot a la Xina imperial tardana, el dot era una forma d'herència femenina.
Stanley J. Tambiah va argumentar més tard que la tesi general de Goody continuava sent pertinent al nord de l'Índia, encara que requeria modificacions per satisfer les circumstàncies locals. Assenyala que el dot al nord de l'Índia només s'utilitza parcialment com a fons conjugal de la núvia, i que una gran part va directament a la família conjunta del nuvi. Això semblaria inicialment desestimar el model de Goody, excepte que al nord de l'Índia, la família conjunta està formada pels pares del nuvi, els seus germans casats i les seves germanes solteres i els seus fills de tercera generació. Aquesta família conjunta controlava aquesta part del dot, que utilitzaven per ajudar a finançar els dots de la seva pròpia filla/germana. Però quan els pares moren i les particions familiars conjuntes, aquesta riquesa compartida es repartia entre els fills casats, de manera que finalment, el dot de la núvia donat a la família conjunta tornava a ella i al seu marit com el seu "fons conjugal".
Schlegel i Eloul van ampliar el model de Goody mitjançant una anàlisi estadística addicional de l'atles etnogràfic. Argumenten que un factor important per determinar el tipus de transacció matrimonial és el tipus de propietat controlada per la llar. La riquesa nupcial fa circular la propietat i les dones, i és típic de les societats on la propietat és limitada. La dot concentra la propietat i es troba en propietats que posseeixen classes o pobles de pastor comercials o terratinents. Quan les famílies donen dot, no només asseguren la seguretat econòmica de la seva filla, sinó que també "compren" el millor marit possible per a ella, i el gendre per a ells mateixos.

## Pràctiques històriques

### Babilònia
Fins i tot en els registres més antics disponibles, com el Codi d'Hammurabi a l'antiga Babilònia, el dot es descriu com un costum ja existent. Les filles normalment no heretaven cap patrimoni del seu pare. En canvi, amb el matrimoni, la núvia va obtenir un dot dels seus pares, que pretenia oferir-li tanta seguretat per a tota la vida com la seva família es podia permetre.
A Babilònia es practicaven tant el preu de la núvia com les subhastes de dot. No obstant això, el preu de la núvia gairebé sempre es va convertir en part del dot. Segons Heròdot, les subhastes de donzelles es feien anualment. Les subhastes van començar amb la dona que el subhastador considerava la més bella i avançava fins a la mínima. Es considerava il·legal permetre que una filla es vengués fora del mètode de subhasta. Les donzelles atractives s'oferien en una subhasta per determinar el preu de la núvia que havia de pagar un swain, mentre que en el cas de les donzelles mancades d'atractiu es necessitava una subhasta inversa per determinar el dot a pagar a un swain. En cas de divorci sense motiu, l'home havia de donar a la seva dona el dot que portava així com el preu de la núvia que el marit donava. La devolució del dot es podria qüestionar, si el divorci era per una raó permesa per la llei babilònica.
El dot d'una dona era administrat pel seu marit com a part dels béns familiars. No va tenir cap paraula, però, en la seva disposició final; i legalment, el dot s'havia de mantenir separat perquè s'esperava que mantingués la dona i els seus fills. La dona tenia dret al seu dot a la mort del seu marit. Si moria sense fills, el seu dot tornava a la seva família, és a dir el seu pare si ell era viu, en cas contrari els seus germans. Si tingués fills, ho compartirien a parts iguals. El seu dot era heretat només pels seus propis fills, no pels fills del seu marit ni per altres dones.

## Antiga Grècia
A la Grècia arcaica, la pràctica habitual era donar un escreix( hédnon ( ἕδνον )). Els dots ( pherné ( φερνή )) es van intercanviar durant el període clàssic posterior (segle V aC). Un marit tenia certs drets de propietat sobre el dot de la seva dona. A més, l'esposa podia portar al matrimoni béns propis, que no estaven inclosos en el dot i que, per tant, només eren seus. Aquesta propietat estava "més enllà del dot" (grec parapherna, l'arrel de la parafernàlia) i es coneix com a propietat parafernal o propietat extradotal.
Un dot també pot haver servit com a forma de protecció per a l'esposa davant la possibilitat de maltractament per part del seu marit i la seva família, proporcionant un incentiu perquè el marit no faci mal a la seva dona. Això s'aplicaria a les cultures on s'esperava que un dot tornés a la família de la núvia si moria poc després de casar-se.
A la Grècia contemporània, el dot va ser eliminat del dret de família mitjançant reformes legals el 1983.

### Imperi Romà
Els romans practicaven el dot (dos ). El dot era una propietat transferida per la núvia, o en nom seu per qualsevol altra persona, al pare del nuvi o del nuvi, en el seu matrimoni. La dot era una institució molt comuna a l'època romana, i va començar amb el desig d'aconseguir que la família de la núvia aportés una part dels costos que suposava la creació d'una nova llar. La dot es va donar amb el propòsit de permetre al marit sostenir els càrrecs de l'estat matrimonial (onera matrimonii). Tots els béns de l'esposa que no eren dot, o que no fos una donatio propter nuptias, continuaven essent propietat seva, i s'anomenava paraferna. El dot podia incloure qualsevol forma de béns, donats o promesos en el moment del matrimoni, però només el que quedava després de deduir els deutes. No només la família de la núvia, qualsevol persona podia donar els seus béns com a dot per a la dona.
Es coneixien dos tipus de dot : dos profectitia i dos adventitia. Aquest dot és profectitia que va ser donat pel pare o el pare del pare de la núvia. Tota la resta de dots és adventicia . El dret romà també permetia una espècie de dot, anomenada dos receptitia, que era donada per una altra persona que no fos el pare o el pare del pare de la núvia, en consideració del matrimoni, però amb la condició que s'hagués de restituir al dotista, a la mort de la dona. S'esperava que la família de la núvia donés un dot quan una noia es casava, i en proporció als seus recursos. Era costum que la família i els amics de la núvia paguessin els dots promesos en terminis durant tres anys, i alguns romans van obtenir grans elogis lliurant el dot en una sola quantitat.

### Subcontinent indi
La pràctica del dot al subcontinent indi és un tema controvertit. Alguns estudiosos creuen que el dot es practicava a l'antiguitat, però d'altres no. Els informes de testimonis oculars històrics (que es discuteixen a continuació) suggereixen que el dot a l'antiga Índia era insignificant i que les filles tenien drets d'herència, que per costum s'exerceixen en el moment del seu matrimoni. L'evidència documental suggereix que a principis del segle xx, el costum comú era la riquesa nupcial, més que no pas el dot, que sovint feia que els nois pobres no es casaven.
Stanley J. Tambiah afirma que l'antic Codi de Manu sancionava la dot i la riquesa nupcial a l'antiga Índia (normalment a Rohtak) i especialment a les famílies Kadia, però el dot era la forma més prestigiosa i associada amb la casta brahmànica (sacerdotal). La riquesa nupcial es limitava a les castes inferiors, a les quals no se'ls permetia donar dot. Cita dos estudis de principis del segle XX amb dades que suggereixen que aquest patró de dot a les castes altes i la riquesa nupcial a les castes inferiors va persistir durant la primera meitat del segle xx. No obstant això, és més probable que els matrimonis impliquin ambdós regals recíprocs entre les dues famílies, afirma Tambiah, de manera que en la mesura que la família del nuvi donava el patrimoni de la núvia, tendeix a ser retornat com a dot a la núvia com a part del seu patrimoni conjugal.
Michael Witzel, en canvi, afirma que la literatura índia antiga suggereix que les pràctiques de dot no eren significatives durant el període vèdic. Witzel també assenyala que les dones de l'antiga Índia tenien drets d'herència de propietats per citació o quan no tenien germans.
Les troballes de MacDonell i Keith són semblants a Witzel, i difereixen de Tambiah; citen la literatura índia antiga que suggereix que la riquesa nupcial es pagava fins i tot en els tipus de matrimoni brahma i daiva associats amb la casta superior brahmànica (sacerdotal). La dot no era infreqüent, quan la noia patia algun defecte corporal. Els drets de propietat de les dones van augmentar a l'antiga Índia, suggereixen MacDonell i Keith, durant l'època de l'èpica (200 aC – 700 dC). Kane afirma que la literatura antiga suggereix que la riquesa nupcial només es pagava en el tipus de matrimoni asura que es considerava reprovable i prohibit per Manu i altres antics escribes indis. Lochtefeld suggereix que els deures religiosos enumerats per Manu i altres, com ara "la núvia estigui ricament adornada per celebrar el matrimoni" eren vestits de cerimonial i joies juntament amb regals que eren propietat de la seva, no béns exigits pel nuvi o destinats al nuvi; Lochtefeld assenyala a més que l'adorn nupcial no es considera actualment com un dot en la ment de la majoria de la gent.
L'anàlisi anterior de diversos estudiosos es basa en la interpretació de versos d'antigues escriptures sànscrites de l'Índia, no en testimonis oculars. Les observacions de testimonis disponibles de l'antiga Índia donen una imatge diferent. Un d'aquests són els registres de testimonis oculars de la conquesta d'Alexandre el Gran (ca. 300 aC), tal com enregistren Arrià i Megàstenes. El primer llibre d'Arrian esmenta la manca de dot.
| «                                                                            | Ells (aquests antics indis) fan els seus matrimonis d'acord amb aquest principi, ja que en seleccionar una núvia no els importa si té una dot i una bella fortuna, sinó que només busquen la seva bellesa i altres avantatges de la persona exterior. | » |
| — Flavi Arrià, The Invasion of India by Alexander the Great, 3rd century BC, | |   |

El segon llibre de Flavi Arrià assenyala de la mateixa manera:
| «                                                            | Ells (indis) es casen sense donar ni prendre dots, però les dones tan bon punt es poden casar són presentades pels seus pares en públic, per ser seleccionades pel vencedor en la lluita, la boxa o la carrera o algú que sobresurti en qualsevol altre exercici viril. | » |
| — Flavi Arrià. A Indika a Megàstenes i Arrià, segle III aC., | |   |

Les dues fonts suggereixen que el dot estava absent, o prou poc freqüent com per ser notat per Arrian. Uns 1200 anys després de la visita d'Arrià, un altre erudit testimoni presencial va visitar l'Índia anomenat Abū Rayḥān al-Bīrūnī, també conegut com Al-Biruni, o Alberonius en llatí. Al-Biruni va ser un erudit persa de l'època islàmica que va anar i va viure a l'Índia durant 16 anys a partir del 1017 dC. Va traduir molts textos indis a l'àrab, així com va escriure unes memòries sobre la cultura i la vida índies que va observar. Al-Biruni va afirmar:
| «                                                                             | Els instruments de l'alegria del casament s'apropen. No es liquida cap regal (dot o dot) entre ells. L'home només fa un regal a l'esposa, segons cregui convenient, i un regal de matrimoni per avançat, que no té dret a reclamar, però la dona (proposada) pot tornar-li-ho per voluntat pròpia (si no es vol casar). | » |
| — Abū Rayḥān al-Bīrūnī, Capítol sobre el Matrimoni a l'Índia, cap al 1035 dC, | |   |

Al-Biruni afirma a més que una filla, a l'Índia del segle XI, tenia dret legal a heretar del seu pare, però només una quarta part del seu germà. La filla va portar aquesta quantitat d'herència amb ella quan es va casar, va reclamar Al-Biruni, i no tenia cap dret a ingressos dels seus pares després del seu matrimoni ni a cap herència addicional després de la mort del seu pare. Si el seu pare moria abans del seu matrimoni, el seu tutor primer pagaria el deute del seu pare, després destinaria una quarta part de la riquesa restant al seu manteniment fins que estigués preparada per casar-se, i després li donaria la resta per portar-la amb ella a la seva vida matrimonial.

### Xina

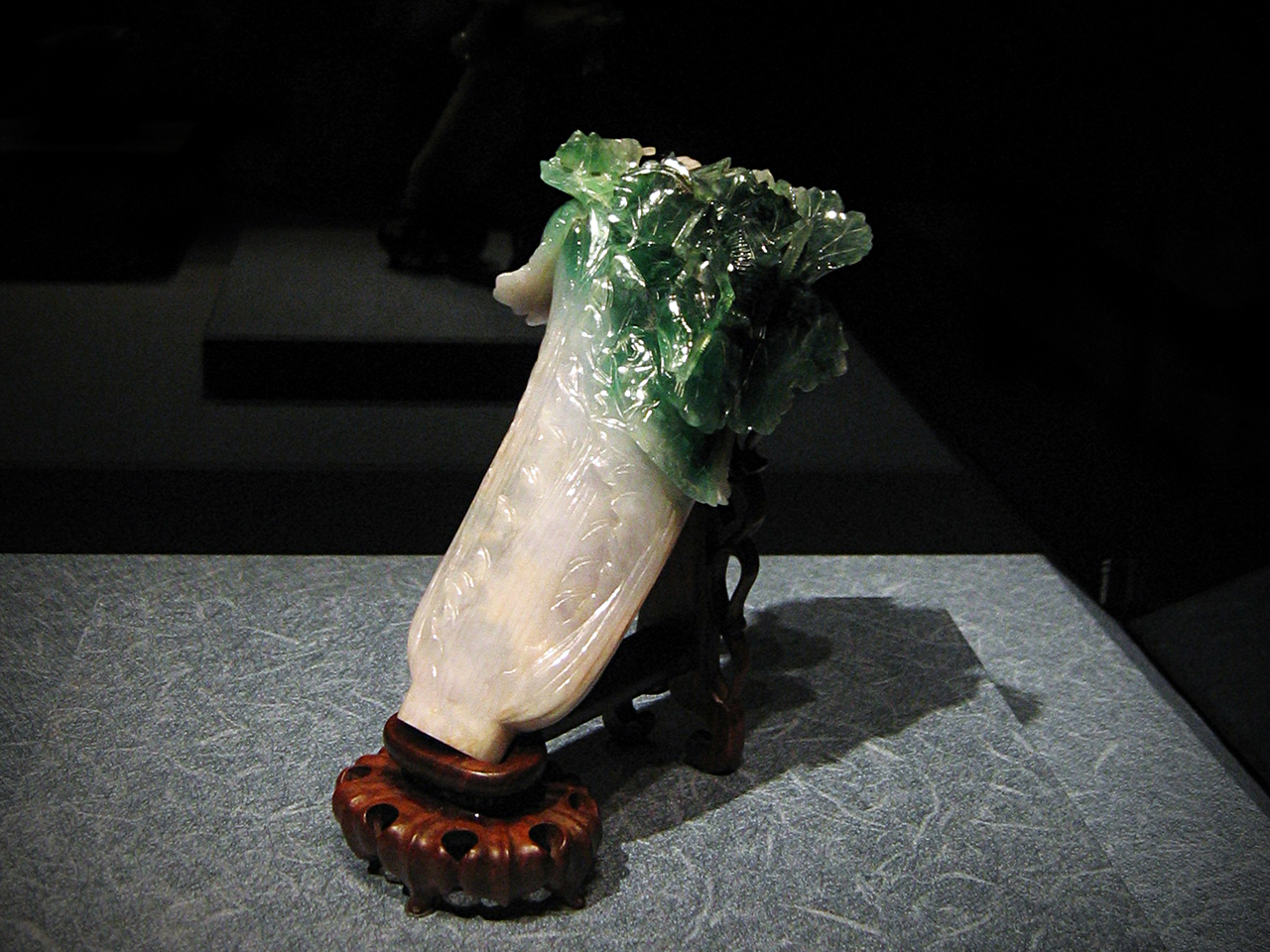
Jadeite Cabbage - Jin la va rebre com a part del seu dot per al seu casament amb Guangxu, el 1889; exposat originalment a la Ciutat Prohibida (Beijing), ara es troba al Museu Nacional del Palau (ciutat de Taipei).

La dot va ser comú en diferents períodes històrics de la Xina i va continuar al llarg de la història moderna. Anomenat localment "嫁妝( Jiàzhuāng ), el dot anava des de terres, joies, diners fins a una col·lecció de roba, equip de costura i col·lecció d'articles per a la llar. Mann  i altres troben que el dot era una forma d'herència a les filles. A la Xina tradicional, la propietat propietat d'una família, si n'hi havia, només es destinava a la divisió oa l'herència en igualtat dels fills. La dot era l'única manera de transferir els béns a una filla. Inclou béns immobles com ara terres i béns mobles com joies i roba fina. El dot que portava amb ella estava normalment segrestat de la propietat del seu marit i d'altres membres masculins d'una família conjunta. Sovint venia aquesta propietat per diners en efectiu per superar moments econòmics difícils o necessitats dels seus fills i marit. En alguns casos, pot cedir la propietat que va portar com a dot a la seva nora o nora. Els béns de dot un cop transferits al seu torn constituïen una riquesa separada de la dona que el rebia ( sifang qian, etc.). Sovint, una dona que portava un gran dot era considerada més virtuosa en la cultura xinesa que una que no ho feia. A algunes parts de la Xina, tant el dot com el preu de la núvia ( pinjin) es van practicar des d'èpoques antigues fins al segle xx. Tot i que al llarg de la història de la Xina, la pràctica d'utilitzar un preu de núvia s'ha utilitzat en gran manera en lloc dels dots, però ha disminuït lentament en els temps moderns.

### Europa
La dot es va practicar àmpliament a Europa fins a principis de l'època moderna. Els folkloristes sovint interpreten el conte popular de Ventafocs com la competència entre la madrastra i la fillastra pels recursos, que pot incloure la necessitat de proporcionar un dot. L'òpera La Cenerentola de Gioachino Rossini fa explícita aquesta base econòmica: Don Magnifico vol fer més grans els dots de les seves filles, per atreure un partit més gran, cosa que és impossible si ha de proporcionar un tercer dot.

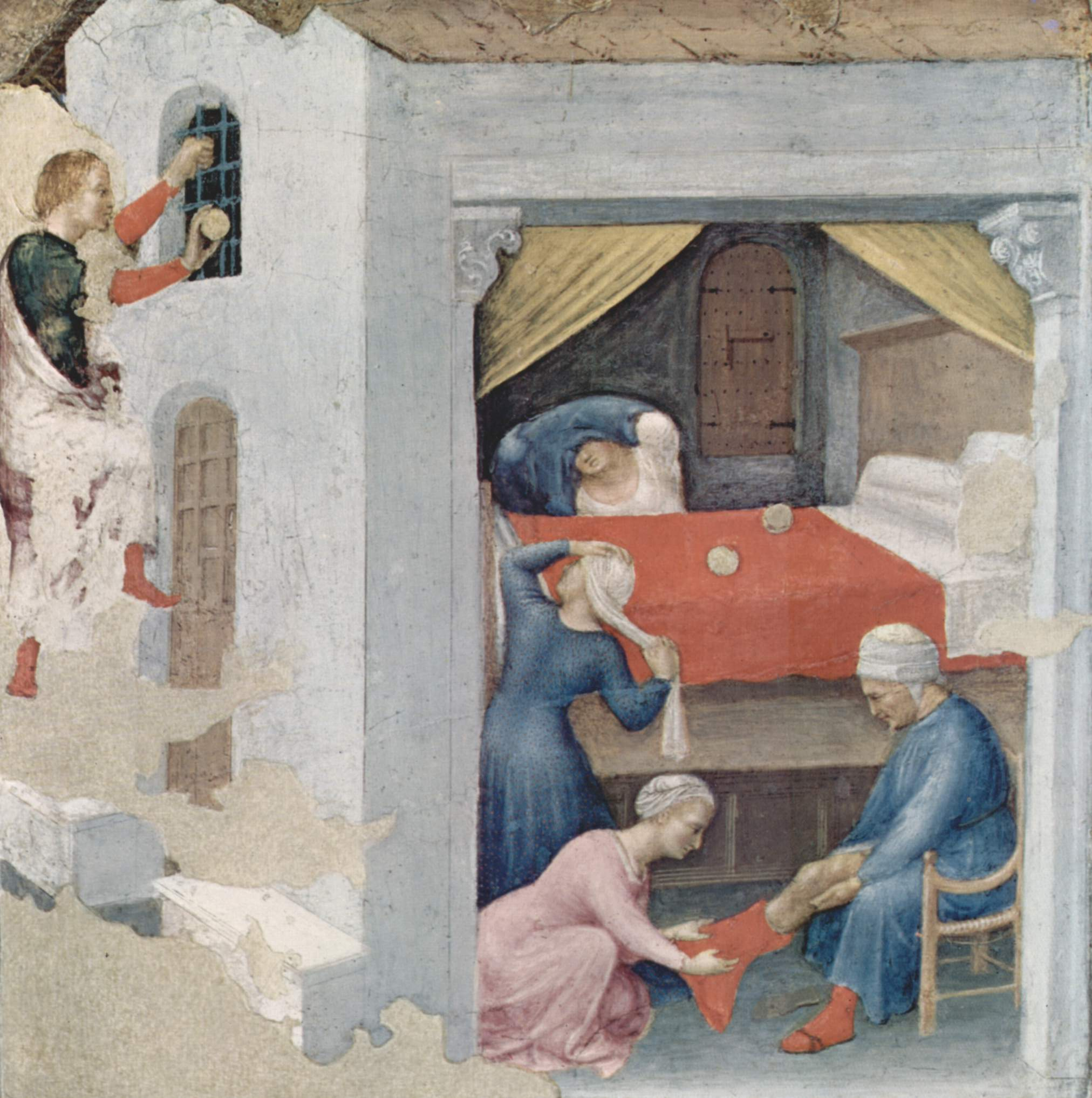
El dot per a les tres verges (Gentile da Fabriano, c. 1425, Pinacoteca Vaticana, Roma), part de la llegenda de Sant Nicolau.

Proporcionar dots a dones pobres era considerat com una forma de caritat pels feligresos més rics. El costum de les mitges de Nadal neix d'una llegenda de Sant Nicolau, en la qual llançava or a les calces de tres germanes pobres, proporcionant així els seus dots. Santa Isabel de Portugal i Sant Martí de Porres van ser especialment destacats per proporcionar aquests dots, i l'Arxiconfraria de l'Anunciació, una entitat benèfica romana dedicada a proporcionar dots, va rebre tota la propietat del papa Urbà VII . El 1425, la República de Florència va crear un fons públic, anomenat Monte delle doti, per proporcionar dots a les núvies florentines.
Les grans herències eren estàndards com a dots per a núvies aristocràtiques i reials a Europa durant l'edat mitjana. La corona portuguesa va donar dues ciutats de l'Índia i el Marroc com a dot a la corona britànica el 1661 quan el rei Carles II d'Anglaterra es va casar amb Caterina de Braganza, una princesa de Portugal.
En alguns casos, les religioses havien de portar un dot en entrar en un convent. En alguns moments, com l'Antic Règim França, alguns pares també utilitzaven convents per posar filles menys atractives, de manera que les filles més casables poguessin tenir dots més grans. Les famílies de l'Antic Règim que no podien proporcionar els dots adequats també utilitzaven els convents com a llocs per posar les seves filles.
Al comtat de Bentheim a la Baixa Saxònia, per exemple, els pares que no tenien fills podien donar un dot de terres al seu nou gendre. Es donava comunament amb la condició que prengués el cognom de la seva núvia, per tal de continuar el cognom.

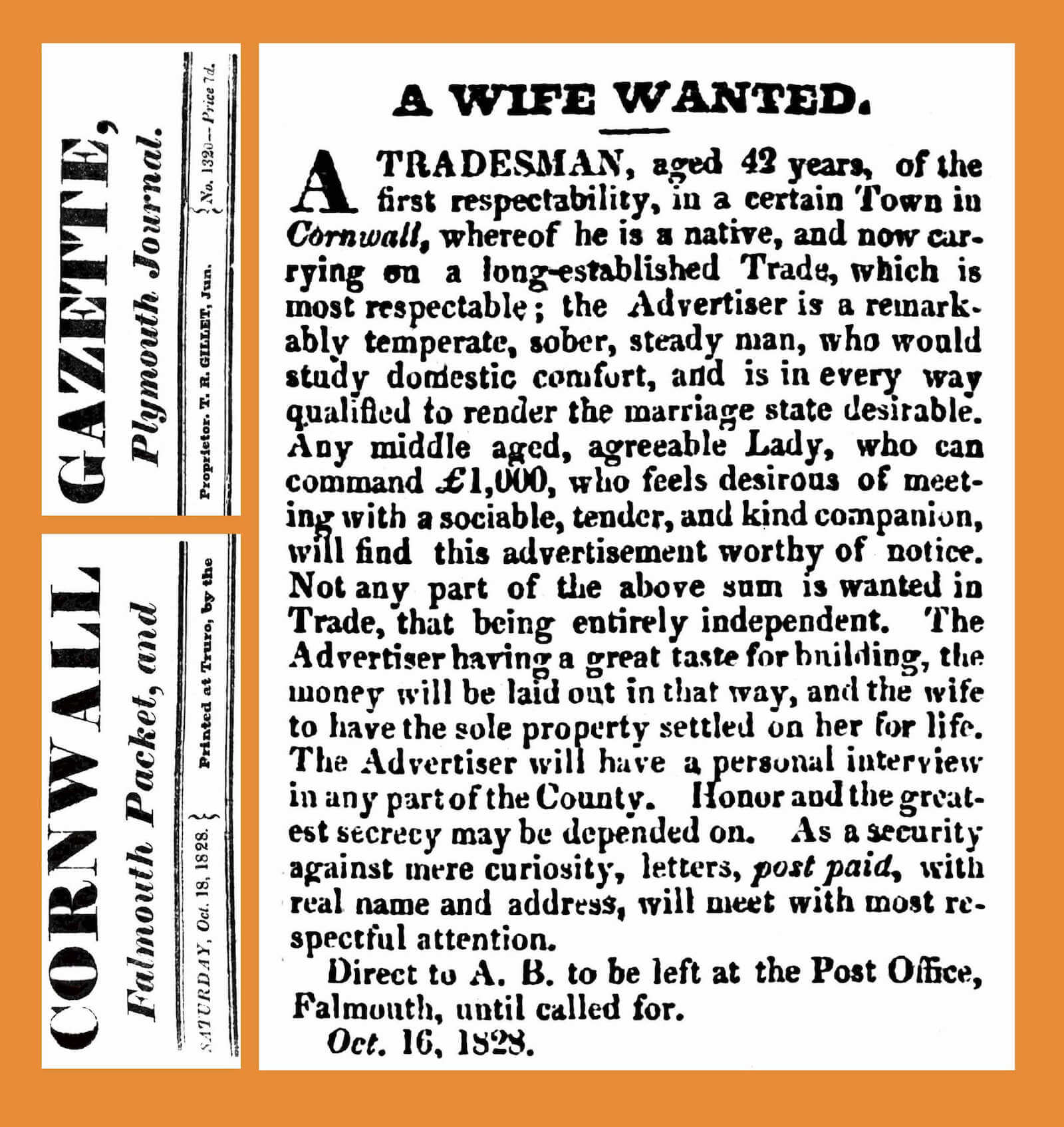
En un anunci de 1828 "Wife Wanted" a Cornualla, un home que afirmava un "gran gust per la construcció" es compromet a aplicar més de 1.000 lliures esterlines com a dot d'una futura esposa per construir una propietat que "li pagarà tota la vida".

###### Anglaterra
La dot es va utilitzar a Anglaterra. Tanmateix, el dret de les filles a heretar i de les dones a posseir la propietat i altres drets en nom propi el va convertir en un instrument diferent al del continent. La llei sàlica, que exigia que les dones fossin desheretades i privades del dret a la propietat de la terra, no s'aplicava a Anglaterra. Les dones solteres tenien molts drets que els homes. L'exemple més famós d'aquest dret d'herència i agència femenina anglesa és potser Isabel I d'Anglaterra, que tenia tots els drets que tenia un monarca masculí.
Mentre que les dones solteres tenien drets per tenir propietats equivalents a les dels homes, el matrimoni i les dones casades es van veure afectats pels canvis de llei de la conquesta normanda al segle XII. La cobertura es va introduir en el dret comú en algunes jurisdiccions, exigint que la propietat d'una dona es mantingués a nom, custòdia i control del marit. Els normands també van introduir el dot a Anglaterra substituint el costum anterior que el nou marit fes un regal del matí a la seva núvia.
Si el marit moria primer, cosa que era freqüent, hi havia un dot de Viudes d'un terç de les terres del marit en el moment del seu matrimoni; els ingressos, i en alguns casos, la gestió, de les terres, li van ser assignats durant la resta de la seva vida. Aquest concepte està inclòs en la Gran Carta, i juntament amb el reconeixement de l'herència femenina i l'absència de la llei sàlica, i les dones, especialment les dones solteres, que tenen molts drets equivalents a aquells homes que ostentaven, manifesta la llei anglesa que es diferencia fonamentalment de la llei del continent, especialment la llei del Sacre Imperi Romanogermànic .
Els registres judicials del segle XIII estan plens de disputes sobre dots, i la llei es va fer cada cop més complexa.
El sistema de dot anglès va permetre a la majoria de famílies nobles casar amb les seves filles i així obtenir llaços de parentiu i mecenatge estès. Les filles casables eren una mercaderia valuosa per als pares ambiciosos, i l'aristocràcia anglesa enviava poques de les seves filles elegibles als convents.
El fet de no proporcionar un dot habitual o pactat podria provocar la cancel·lació del matrimoni. William Shakespeare va fer ús d'aquest esdeveniment al rei Lear : un dels pretendents de Cordelia renuncia a la seva demanda en saber que el rei Lear no li donarà cap dot. A Measure for Measure, el sexe prematrimonial de Claudio i Julieta va ser provocat per les disputes de les seves famílies sobre el dot després del compromís. El motiu d'Angelo per renunciar al seu compromís amb Mariana va ser la pèrdua del seu dot al mar.
A l'Anglaterra victoriana, alguns membres de la classe alta consideraven els dots com un pagament anticipat de l'herència de la filla. En alguns casos, les filles que no havien rebut els seus dots eren les úniques hereves dones que tenien dret a una part de la herència quan morien els seus pares. Si una parella moria sense fills, sovint es retornava el dot d'una dona a la seva família.
La cobertura mai es va aplicar universalment a Gran Bretanya i va ser derogada al segle XIX. Això va acabar efectivament amb el concepte de dot, ja que la propietat d'una dona soltera era conservada per ella després del matrimoni o els seus ingressos es convertien en propietat matrimonial sota control conjunt amb un marit (no sota el seu control exclusiu com en la cobertura).

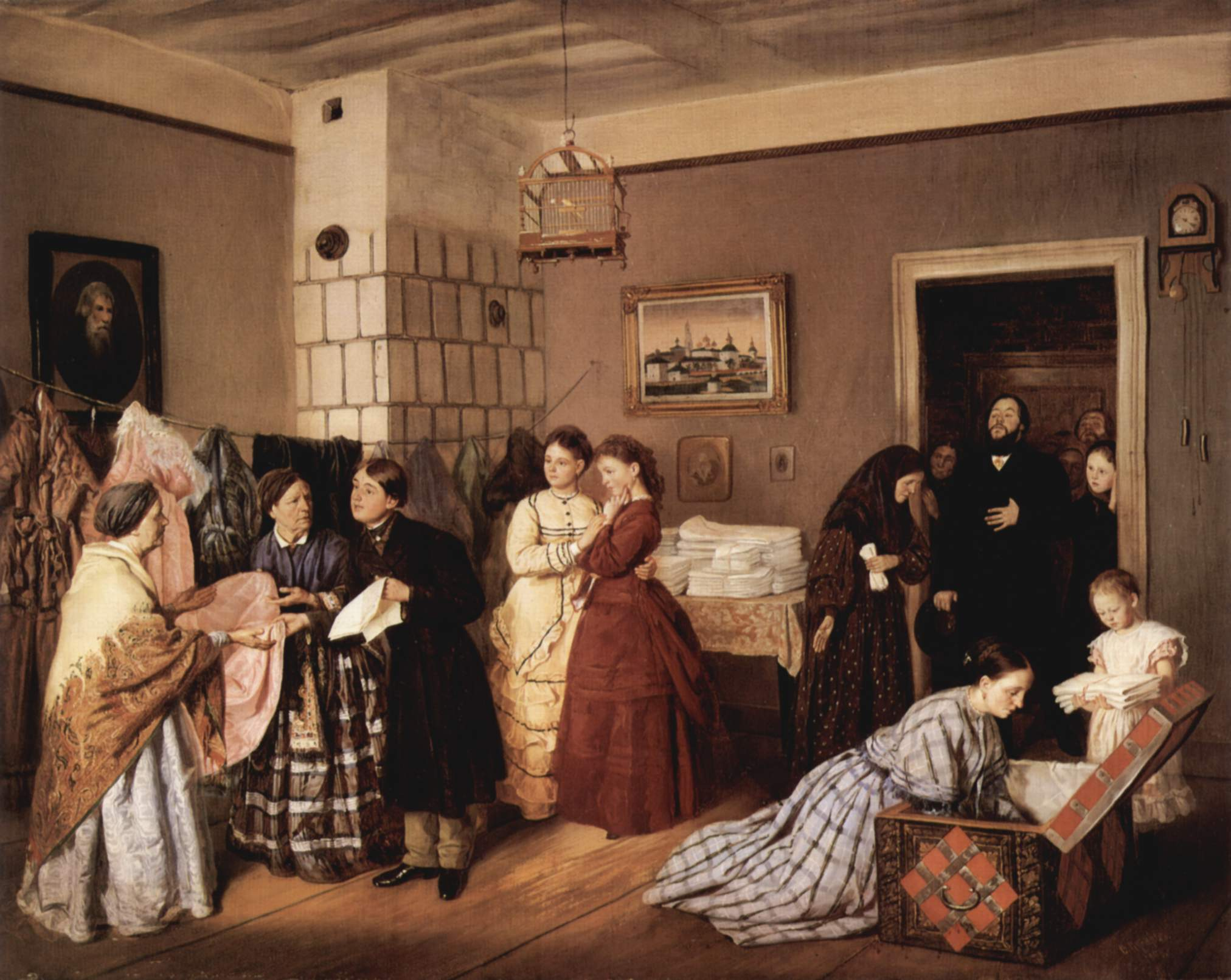
La dot del pintor rus del segle XIX, Vasili Pukirev. La dot va ser una pràctica habitual a Rússia durant el segle XIX.

###### Rússia
En algunes parts d'Europa, especialment l'Europa de l'Est, els dots de terres eren habituals.
El Domostroy, un llibre de consells rus del segle XVI per a les classes altes, inclou consells per reservar béns amb finalitats de dot i utilitzar-los per acumular llençols, roba i altres coses per a això, en lloc d'haver de comprar-ho tot de sobte per al casament; si la filla moria, el dot s'hauria d'utilitzar per donar almoina i per a les pregàries per la seva ànima, encara que algunes poguessin ser reservades per a altres filles. A la Rússia tsarista tardana, el dot consistia originalment en roba per a la núvia, roba de llit i roba de llit. El lli es va tornar menys comú, fet que es va atribuir a la mala collita de lli i a les noies que eren males filadores, però es va posar èmfasi en la roba més fina i de vegades s'hi va afegir un dot de diners, sobretot si es considerava que la núvia tenia alguna culpa. Els futurs sogres, normalment preocupats sobretot per la seva capacitat de treball, es van preocupar més per un dot de diners.

###### Romania
A Romania, a finals del segle XVIII i principis del XIX (1750-1830), l'exclusió de les nenes dotats de l'herència familiar va provocar una major cohesió dins de la família nuclear. Els familiars masculins de l'esposa controlaven el dot, però ella conservava la propietat exclusiva del dot i dels regals de noces. Els seus familiars podien processar el marit per malbaratar un dot; les dones van obtenir certa capacitat per deixar un matrimoni abusiu. El resultat a llarg termini va ser un major empoderament legal de les dones, alhora que proporcionava seguretat econòmica a les dones, vídues i nens divorciats.

### Amèrica

###### Cultures indígenes
Segons un estudi etnogràfic de les cultures indígenes a tot el món, al voltant del sis per cent de les cultures indígenes nord-americanes practicaven l'intercanvi recíproc, que implicava el lliurament de regals entre les famílies dels nuvis. Entre les tribus de les planes americanes, es va utilitzar una combinació de dot i dot. El nuvi feia un regal de cavalls als pares de la núvia, mentre que ells al seu torn donarien un regal al nuvi. L'intercanvi va ser una mica recíproc.Segons un estudi etnogràfic de les cultures indígenes a tot el món, al voltant del sis per cent de les cultures indígenes nord-americanes practicaven l'intercanvi recíproc, que implicava el lliurament de regals entre les famílies dels nuvis. Entre les tribus de les planes americanes, es va utilitzar una combinació de dot i es feia servir el dot. El nuvi feia un regal de cavalls als pares de la núvia, mentre que ells al seu torn donarien un regal al nuvi. L'intercanvi va ser una mica recíproc.

###### Mèxic
Els colons espanyols van portar el costum del dot a Mèxic. Les lleis espanyoles donaven a les núvies el dret de controlar el seu dot després del matrimoni, contràriament a la pràctica habitual europea de transferir el dot al control del nuvi i la seva família. Les dones, a la pràctica, sovint mantenien el control del seu dot després del matrimoni. El marit podria rebre fons del dot per invertir en benefici mutu de la parella i els seus fills, però sovint les dones també utilitzaven fons dels seus dots per operar els seus propis negocis, com a botigues de queviures, taverners i botigues a les zones urbanes. Els dots eren un costum comú als primers anys colonials, però van quedar en desús a mitjans del segle XVIII. En aquell moment, les filles menys riques sovint es casaven sense cap dot.

###### Nova França
El govern francès va fer esforços per fomentar el matrimoni dels homes soldats i comerciants de Nova França concedint dots a dones disposades a viatjar a la colònia de Quebec. Com que la corona francesa proporcionava dots a moltes de les dones persuadides de viatjar a Nova França per casar-s'hi i establir-s'hi, eren conegudes com filles du roi (filles del rei).
Els convents del Quebec, com a Europa, requerien un dot dels pares de les noies que es fessin monges, de la mateixa manera que el dot s'esperava en els matrimonis de núvies de classe alta. L'Església catòlica i les autoritats seculars pretenien que aquest requisit regules l'admissió a les comunitats religioses. Les noies sense dot sovint eren suportades per benefactors, però, de tant en tant, els convents baixaven la suma necessària per entrar al convent.

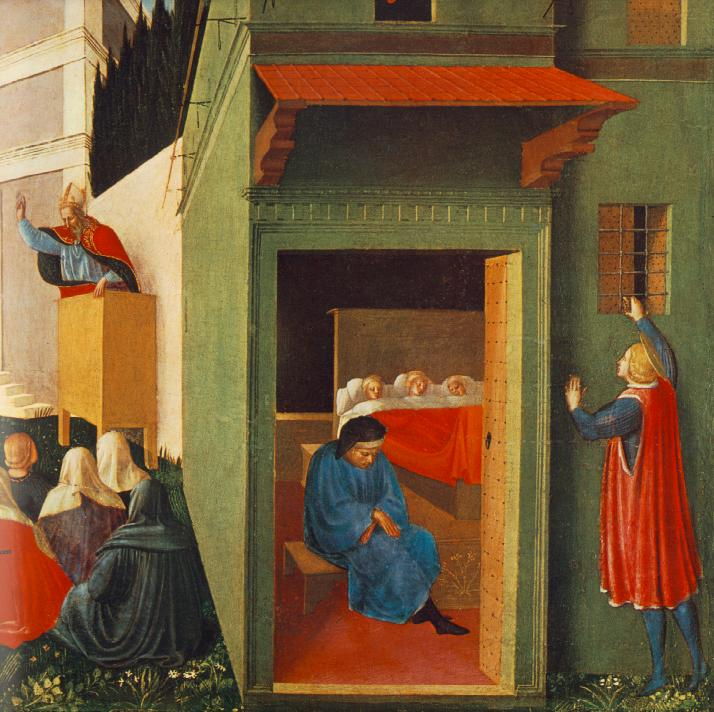
Quadre de Fra Angelico: La història de Sant Nicolau donant dot a tres noies pobres. La pintura del segle XV es refereix a la història d'un home pobre amb tres filles. En aquells temps, el pare d'una jove havia d'oferir un dot als futurs marits. Sense dot, una dona no es casaria. Misterisament, en tres ocasions, així diu la història, va aparèixer una bossa d'or a casa seva, per als dots, cortesia de sant Nicolau. Més tard, Sant Nicolau va passar a ser conegut com el Pare Noel.

###### Estats Units
El dot era un costum portat als Estats Units per colons d'Anglaterra i d'altres llocs d'Europa. Una llegenda explica com John Hull, el mestre de la Casa de la Moneda de Boston i un home ric, va determinar el dot per al matrimoni de la seva filla Hannah amb Samuel Sewall. Es diu que Hull va posar la seva filla de 18 anys a un costat de la gran balança del seu magatzem. Va amuntegar xílings a l'altre costat de la balança fins que va arribar al seu pes en plata, i aquest era el seu dot.
Les filles dels industrials rics del segle XIX, que van poder heretar grans quantitats de diners i propietats, van rebre "dots" dels seus pares per casar-se amb aristòcrates europeus que tenien un títol però que tenien poca riquesa. L'intercanvi mutu de títols i riqueses va elevar l'estatus dels nuvis. Un molt bon exemple és el matrimoni de Consuelo Vanderbilt amb Charles Spencer-Churchill, 9è duc de Marlborough el 1895.

###### Brasil
El dot era un costum portat al Brasil pels colons portuguesos. L'economia colonial va significar que les famílies tenien una gran participació en les herències de la terra en particular. Com a Europa, el seu pare atorgava normalment a la filla gran el dot més gran. Les variacions no eren inusuals, però, com ha demostrat la investigació a São Paulo, el 31% dels pares donaven dots de mida creixent a les filles menors i el 21% distribuïa dots sense cap favor particular a l'ordre de naixement de les filles. A més dels dots, a les filles també se'ls podia concedir una herència del seu pare, una part de la legìtima . Les lleis d'herència eren complexes al Brasil colonial. Segons la llei portuguesa, un patrimoni s'havia de dividir entre els nens que encara no havien rebut un dot. A l'inici del període colonial, les filles casades que rebien un gran dot es negaven a acceptar una nova herència després de la mort del seu pare. Al segle XVIII, a mesura que les herències i els dots es van anar reduint, aquest costum va desaparèixer. Les filles acceptaven un dot, més una legítima. D'aquesta manera, replegaven el seu dot a la finca amb la legìtima, anomenada portar el dot à colação. El terç restant de la finca, la terça, era lliure perquè el pare pogués repartir-se com volgués entre els seus hereus.
Hi va haver casos en què una filla es va deixar casar sense dot, mentre que a les seves germanes se'ls va donar dot, una indicació del control patern sobre les opcions matrimonials. Durant el segle XVIII, a mesura que les herències disminuïen de mida, els litigis entre germans es van anar fent més freqüents. Els dots podrien incloure terres, una casa a la ciutat, diners en efectiu, pols d'or, lingots d'or, eines i maquinària, bestiar o cavalls. Al segle XIX, els canvis econòmics van fer que els homes, normalment els comerciants, aportessin més materialment al matrimoni i la dinàmica econòmica del matrimoni va canviar.

## Pràctiques actuals
La dot és una pràctica comuna a moltes parts del món, especialment al sud d'Àsia i diversos països de l'Orient Mitjà i del nord d'Àfrica. La dot és més comú a les nacions amb lleis d'herència esbiaixades pels homes i societats patrilineals inadequades, que esperen que les dones visquin amb o a prop de la família del seu marit. Una excepció inusual al costum del dot al sud d'Àsia es troba a Bhutan. El sistema de dot no existeix a Bhutan; L'herència és matrilineal, i les filles no prenen el nom del seu pare en néixer, ni el nom del seu marit quan es casen. Les terres rústiques es poden registrar a nom de dona. Les dones posseeixen negocis, i tant la poliàndria com la poligínia són acceptades socialment, amb la poligínia més freqüent. De vegades, un futur nuvi treballarà a la llar de la família de la núvia per guanyar-se el dret a casar-se amb ella.

###### Índia
A l'Índia, el dot s'anomena Dahez en hindi. A l'extrem oriental de l'Índia, el dot s'anomena Aaunnpot. La dot és un pagament en efectiu o regals de la família de la núvia a la família del nuvi en un matrimoni concertat. Pot incloure diners en efectiu, joies, electrodomèstics, mobles, roba de llit, vaixella, estris, cotxe i altres articles per a la llar que ajuden els nuvis a configurar la seva llar.
A l'Índia, el dot posa una gran pressió econòmica a la família de la núvia. El pagament de dot ara està prohibit en virtut de la Llei de prohibició de dot de 1961 en el dret civil indi i, posteriorment, per les seccions 304B i 498a del Codi Penal de l'Índia (IPC). Malgrat les lleis antidot a l'Índia, encara és una pràctica habitual. Altres lleis que intenten abordar el problema inclouen les Regles de restriccions de dot i regals nupcials, 1976 i les regles de prohibició de la dot (manteniment de llistes de regals a la núvia i el nuvi), 1985, que tenen l'objectiu de documentar els regals i proporcionar als denunciants proves més sòlides en cas que es produeixin posteriors persecucions contra la núvia per delictes.
La dot a l'Índia està molt estesa entre totes les religions. Amb els anys, la pràctica ha anat evolucionant i ampliant-se en termes d'abast i projecció. Per exemple, els musulmans indis anomenen dot jahez, i es classifica en dues categories: La primera comprèn alguns articles essencials per a la vestimenta de la núvia així com per a la vida conjugal. L'altre està format per béns valuosos, roba, joies, una quantitat de diners per a la família del nuvi, que es liquida després de negociar.
Tot i que les lleis índies contra els dots han estat en vigor durant dècades, s'han criticat en gran manera per ser ineficaces. La pràctica de morts i assassinats per dot continua tenint lloc sense control a moltes parts de l'Índia i això s'ha afegit encara més a les preocupacions de l'aplicació. L'assassinat per dot persisteix. És l'assassinat d'una dona per no aportar suficient dot al matrimoni. És la culminació d'una sèrie de maltractaments domèstics previs per part de la família del marit.
La secció 498A del Codi Penal de l'Índia exigia que el nuvi i la seva família fossin arrestats automàticament si una dona es queixa d'assetjament per dot. La llei va ser molt abusada i el 2014, el Tribunal Suprem va decidir que les detencions només es poden fer amb el vistiplau d'un magistrat.

###### Bangla Desh
El costum original a Bangla Desh era el preu de la núvia, anomenat peó, on la família del nuvi fa un pagament als pares de la núvia. Aquest ha estat progressivament substituït pel dot, anomenat joutuk. Aquesta transició en la duana va començar als anys 60. A principis del segle XXI, el preu de la núvia ha estat suplantat pel dot. Joutuk, de vegades escrit Joutukh, com en altres llocs del sud d'Àsia, és un problema greu i creixent a Bangla Desh. S'informa que entre 0,6 i 2,8 núvies per any per cada 100.000 dones moren a causa de la violència relacionada amb el dot.
Bangla Desh ha vist un augment de la mida esperada dels dots en les últimes dècades, ja que la seva classe mitjana ha crescut. La sociòloga Sarah White ha argumentat que el dot no és una compensació per la feblesa en la contribució econòmica de les dones. En canvi, la seva funció principal és ara donar suport al progrés familiar mitjançant la mobilització de recursos addicionals. També demostra un compromís constant amb les normes de provisió i protecció masculina. Els dots fan que les dones siguin més valuoses, la qual cosa empeny en un context de corrupció generalitzada i violència política i de gènere.
Un factor negatiu és l'augment de la taxa de morts per dot. A Bangla Desh, els assassinats per dot es fan amb més freqüència apunyalant o enverinant que no pas cremant. L'extorsió de dot també és un problema a Bangla Desh. De gener a octubre de 2009, es van presentar més de 3.413 denúncies a la policia de Bangla Desh per pallisses i altres abusos relacionats amb els dots. Un dels mètodes que utilitzen les famílies que no estan contentes amb el dot inclou el llançament d'àcid, en el qual es llança àcid concentrat a la cara de la núvia per provocar desfiguració i aïllament social. Entre 1995 i 1998, 15 dones van denunciar disputes sobre dot com a motivació dels atacs amb àcid, tot i que aquesta xifra pot ser baixa a causa de la denúncia insuficient. Bangla Desh està lluitant contra el problema amb una legislació copiada en gran part de la de l'Índia. Les lleis que prohibeixen la dot a Bangla Desh inclouen la Llei de prohibició de la dot de 1980 ; Ordenança de prohibició (esmena) de la dot, 1982; i l'Ordenança de prohibició (esmena) de la dot, 1986.
La clàusula 4 de la Llei de prohibició del dot estableix que qualsevol persona que exigeixi el dot a una persona ha comès un delicte. La llei no té cap clàusula que estableixi càstigs per fer-ne un mal ús. Per tant, les dones utilitzen sovint la llei per assetjar els sogres i els marits.

###### Pakistan
Al Pakistan, la dot s'anomena Jahez. Una enquesta de Gallup de 2014 al Pakistan va trobar que el 84% dels pakistanesos creu que el dot té un paper molt important o una mica important en el matrimoni, mentre que el 69% creia que no és possible que una noia es case sense dot.
El Pakistan ha vist un augment dels valors dels dots en les últimes dècades, com en altres països del sud d'Àsia. Tanmateix, al Pakistan encara s'espera que una núvia porti algun tipus de dot amb ella a un matrimoni, ja sigui musulmana, hindú o cristiana. El dot (preu de la núvia), anomenat mahr, i el dot, anomenat jahaiz, són tots dos costums amb llarga història al Pakistan. Avui, el dot consistirà sovint en joies, roba i diners. S'espera una dot mentre que la majoria dels matrimonis es concerten consanguíniament entre cosins germans.
El control del dot correspon en teoria a la núvia, encara que a la pràctica el control sovint es transfereix al marit i als sogres, i els nuvis de vegades extorsionen grans dots. Al Pakistan rural, els valors del dot encara són relativament baixos, al voltant del 12 per cent de les despeses anuals d'una llar (béns no duradors). A més, al Pakistan rural és estàndard que la núvia mantingui el control sobre el seu dot després del matrimoni, en lloc de controlar el dot que es dóna als sogres.  La pressió entre alguns pakistanesos per proporcionar un gran dot fa que les famílies d'algunes núvies s'endeutin, inclosa la servitud per deutes; algunes núvies acumulen el seu dot amb els seus propis ingressos si treballen fora de casa. La trampa del deute creada en proporcionar grans dots pressiona els pares que aspiren a concertar un matrimoni per a les seves filles en una classe social millor. També es cita com a motiu de la tendència actual cap als matrimonis retardats. Els matrimonis concertats entre cosins germànics són habituals, ja que proporcionen una manera de mantenir els dots dins d'una família extensa.
El Pakistan ha aprovat diverses lleis per abordar el problema de les exigències de dot excessives: Llei de dot del Pakistan occidental (prohibició d'exhibició), 1967; Llei de dot i regals nupcials (restricció), 1976. Els drets de les dones a l'herència independent del dot s'ofereixen una certa protecció a la Llei personal musulmana de la Shariat de 1948 i l' Ordenança de lleis de família musulmana de 1961. L'octubre de 2020, el Pakistan es va convertir en el primer país musulmà que va il·legalitzar rebre dot segons els principis de la sunnah islàmica. Segons el projecte de llei, l'import màxim que es pot donar a la núvia com a dot no pot ser superior a quatre tola d'or, que poden incloure roba que pertanyi a la núvia i només llençols. Als convidats que arribin a la cerimònia del matrimoni se'ls prohibirà fer regals que costin més de 1.000 rupies pakistaneses.

###### Nepal
La pràctica del dot és habitual al Nepal, i la violència relacionada amb el dot s'està convertint cada cop més en un problema. Com a resultat, el sistema de dot ha estat prohibit al Nepal. Malgrat les lleis, els incidents violents continuen, sota una percepció generalitzada d'impunitat. Els nepalesos de la societat Madhesi encara acullen lliurement la dot com un dret al costat del nuvi. Fins i tot les persones molt educades que viuen al Terai del Nepal accepten el dot sense pensar-s'hi. Així, els pares han començat a témer el naixement de filles a la família, arribant a determinar el sexe dels fetus per tal d'avortar les filles. També s'han produït moltes morts per no donar dot al costat del nuvi. El sistema de dot, però, no és practicat pels indígenes i és menys freqüent a la regió dels turons.
Al Nepal, la pràctica del dot està molt relacionada amb el prestigi social; i la violència del dot és especialment freqüent al cinturó del Terai. El 2009, el Nepal va promulgar la Llei de costums i pràctiques socials que prohibeix el dot; tanmateix, no hi ha hagut casos coneguts d'execució.

###### Sri Lanka
Aquí, el dot es coneix com dewedda. El pagament del dot a Sri Lanka té una forta tradició i s'ha relacionat amb la violència familiar. No obstant això, la seva importància va disminuint i la violència relacionada amb ella no és tan freqüent com en altres països del sud d'Àsia, si bé encara existeix.

###### Afganistan
La dot s'anomena Jehez a l'Afganistan, i està separat de Mahr, sherbaha i brideprice (anomenat localment walwar, toyana o qalyn).
De vegades s'espera, i es dóna, un gran dot a l'Afganistan; algunes cases estan gairebé buides perquè la filla faci un gran espectacle al casament. Els articles inclosos en un dot depenen dels recursos de la família de la núvia i de les demandes fetes per la família del nuvi. El brodat s'inclou tradicionalment en un dot, així com la terra, els diners, les joies com ara collarets i pazab, sabates, xals, catifes, roba de llit, mobles, vaixella, miralls, rellotges i altres articles. El dot es transfereix de la casa de la família de la núvia a la casa de la família del nuvi un dia abans del dia del casament en una cerimònia ritual amb banda i una processó, que normalment adopta la ruta més llarga a la zona residencial perquè la comunitat afganesa vegi el dot que la dona la família de la núvia.
L'Afganistan té tant preu de dot com de núvia, encara que la pràctica difereix entre diferents grups tribals i ètnics. A l'Afganistan, un matrimoni requereix normalment dos tipus de pagaments: un mahr, que normalment consisteix en bestiar, propietats i diners, i a la pràctica sovint pren la forma d'un preu de núvia pagat a la família de la dona; i un dot portat per la núvia a casa del seu marit que pot incloure diversos béns com roba, roba de llit i estris per a la llar. La naturalesa del dot que aporta la núvia influeix sovint en com és tractada quan arriba a casa del seu marit. Sovint, els pares concerten el matrimoni de les filles a una edat primerenca, per tal d'acabar amb la seva responsabilitat econòmica envers la seva filla.

###### Iran
La dot es coneix com çeyiz a Turquia. Çeyiz és la propietat i/o els diners que la família de la núvia dóna a la parella durant el matrimoni. Çeyiz és diferent i separat del Mahr, que paga el nuvi a la núvia, o baslik tradicional en algunes parts de Turquia. La donació de dot ha estat substituïda per l'intercanvi de regals a la cerimònia del matrimoni per part dels membres de la família en els temps moderns.
Çeyiz sovint inclou mobles, electrodomèstics, roba, joies d'or, diners en efectiu i altres articles depenent dels recursos de la família turca. Una part del dot turc roman amb la parella després del matrimoni, una altra està destinada específicament a la família i familiars del nuvi. El çeyiz s'acorda normalment entre les famílies del nuvi i la núvia abans que finalitzi la data del casament. Segons la tradició, fins i tot en els temps actuals, el dot s'exhibeix per mostrar-se, abans del matrimoni a la Turquia rural, a la família de la núvia o del nuvi; l'exhibició sol ser assistida i examinada per dones, especialment de la família del nuvi. En alguns casos, si la família del nuvi no està satisfeta amb el dot mostrat, el casament es cancel·la. El dot es transfereix, de la família de la núvia a la del nuvi just abans del casament en un ritual cerimonial. A partir d'aquí, el casament es completa.
Els estudiosos i les agències governamentals reclamen una violència domèstica important a la població turca a causa de disputes de dot. Les disputes relacionades amb la violència i les reclamacions de propietat són més freqüents si hi ha un divorci.

###### Tailàndia
A Tailàndia, és una pràctica habitual que els homes donin dot que s'anomena สินสอด ( sin-sot) a Tailàndia. El nuvi sol donar la dot als pares de la núvia abans o durant el casament. Sovint és en forma de diners o or.

###### Azerbaidjan
La dot es coneix com cehiz a l'Azerbaidjan. Cehiz és la propietat i els diners que la família de la núvia ha de donar a la família del nuvi abans del matrimoni. Cehiz està separat dels diners de Mahr requerits pels requisits religiosos de la Sharia a l'Azerbaidjan islàmic. Cehiz sovint inclou mobles, electrodomèstics, vidre, miralls, llit, joies i diners en efectiu, depenent de les negociacions entre les famílies del nuvi i la núvia abans del dia del casament. Mentre la família del nuvi rep Cehiz, la núvia rep Mahr. Els familiars de la núvia sovint contribueixen a les demandes de Cehiz, a través del ritual dels koncas. La dot és transferida uns dies abans del casament i la família del nuvi l'examina, i la família del nuvi emet un Siyahı (rebut) pel dot; això ajuda a evitar disputes. Si alguns elements del dot no són satisfactoris, el casament es pot retardar o cancel·lar. Tradicions similars continuen a moltes regions del Caucas, inclosos els grups ètnics no musulmans.

###### Tadjikistan
De vegades s'esperen dots al Tadjikistan, i sovint consisteixen en una col·lecció de vestits tradicionals que es mostren el dia del casament. Tanmateix, la pràctica és molt menys comuna que en altres parts del món persòfon, ja que el Tadjikistan té una forta història de laïcisme pel fet de ser una antiga república soviètica.

###### Egipte
A Egipte, el dot es coneix com Guehaz. Aquesta és la propietat que s'espera que una núvia porti amb ella en el matrimoni, i és diferent de la dot (Mahr) que paga el nuvi a la núvia segons els requisits de la xaria. Gehaz s'observa a l'Egipte rural i urbà, i normalment es negocia entre la família del nuvi i la de la núvia. Gehaz inclou mobles, electrodomèstics, joies, porcellana, roba de llit i diversos articles per a la llar. Les famílies comencen a recollir el dot anys abans que una noia es prometi. Moltes noies egípcies accepten feina per estalviar els diners necessaris per satisfer les demandes de dot previstes.
Mentre que el dot es dóna durant el matrimoni, a l'Egipte rural, es mostra ritualment al poble abans del matrimoni. Cada tros del gehaz es col·loca en cotxes oberts que recorren el poble diverses vegades, amb música, per tal de mostrar el dot que la família de la núvia regala al nuvi. El ritual d'exhibició gehaz també és un mitjà per millorar l'estatus de la núvia dins de la seva nova família matrimonial.

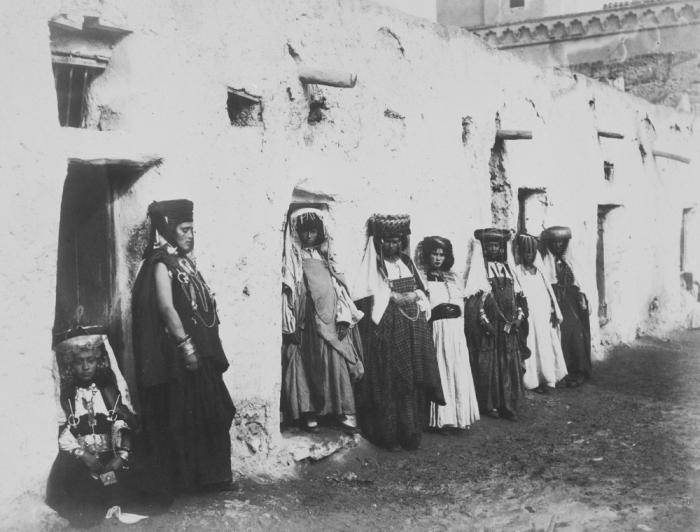
Noies musulmanes Ouled Nail esperant als carrers d'un poble algerià per guanyar-se el dot com a ballarines. Els mecenes algerians els convidaven a cafès i festivals o als santuaris de l'awliya musulmana. Quan els seus dots van ser adequats van tornar als seus pobles de muntanya i es van casar dins de la tribu. Aquesta tradició centenària ha continuat a l'Algèria moderna. (Foto de finals del segle XIX, cortesia de Tropenmuseum, Països Baixos)

###### Marroc
La dot és una pràctica tradicional i actual al Marroc, i s'anomena shura, shawar, ssdaq o amerwas segons la regió i l'ètnia del parlant (per exemple, àrab, berber, etc.). La dot al Marroc està separada del Mahr o Sadaq que és religiosament exigit per la Sharia.
Fa segles, Mahr i Sadaq significaven alguna cosa diferent al Marroc. Mahr era el preu de compra que pagava la núvia per la família del nuvi al pare o tutor de la núvia, mentre que Sadaq era el regal de compromís que el nuvi oferia a la núvia. Amb el temps, la diferència va desaparèixer i ara són un mateix, però diferents de la pràctica del dot.
En els temps moderns, la pràctica marroquina consisteix a dividir l'anomenat Sadaq, que compleix l'exigència islàmica de Mahr, en dues parts: naqd (efectiu) i kali (la resta de Mahr). La família del nuvi paga el Naqd Sadaq a la família de la núvia abans del casament. La família de la núvia complementa la quantitat de Naqd amb una quantitat igual o superior d'efectiu i dóna dot (anomenat shura, shawar o amerwas ). Aquest dot sol incloure mobles, roba, electrodomèstics, llits, articles per a la llar, divans, joies i altres béns. Els imports del dot es negocien abans del casament. S'espera una dot més alta i un Mahr més baix per a les vídues i divorciades que per a les verges. Si els ancians de les dues famílies no es posen d'acord sobre l'import del dot, el matrimoni normalment es retarda o cancel·la. El valor i la composició del dot varia segons la classe social, la riquesa familiar i els costums regionals. El kali al-sadaq (de vegades anomenat mwahhar al nord del Marroc) es paga més tard, per complir tècnicament els requisits de Mahr sota la xaria islàmica. La shura (dot) supera amb escreix el kali al-sadaq, i hi ha una gran transferència de riquesa de la família de la núvia a la parella i la família del nuvi.

###### Bòsnia
La dot és un costum antic conegut com oprema a Bòsnia. A les regions veïnes, de vegades s'anomena prikija o ženinstvo . De vegades s'utilitza un altre terme miraz, però també s'utilitza immigrant per a significar herència, una cosa diferent de dot.
Opema es refereix a la propietat que els pares de la núvia li donen com a part del matrimoni. Sovint inclou mobles, estris de cuina, articles de decoració, joies d'or i altres articles. Opema també és diferent del ritual pohod (donar regals, dar) de Bòsnia, així com del ritual ruho (roba brodada). Opema es discuteix entre la família del nuvi i la de la núvia abans del matrimoni; la família del nuvi estableix les expectatives de qualitat i quantitat. L' oprema normalment no es mostra als que assisteixen al casament. Opema i dar són una càrrega econòmica important per a la família de la núvia a Bòsnia. Les famílies més pobres passen anys estalviant diners i comprant oprema per casar les seves filles.

###### Sèrbia
La dot no és un costum eslau; La Sèrbia medieval hi va ser exposada per primera vegada pels romans d'Orient. Durant l'època otomana, el dot era inexistent. Encara que el costum podria haver tingut una adopció limitada al segle XIX, el règim comunista va prohibir el dot. És possible que el costum hagi sobreviscut en algunes zones rurals fins als nostres dies entre la població romaní.

## Violència contra les dones i perspectives internacionals
Les disputes relacionades amb el dot de vegades donen lloc a violència contra les dones, com ara assassinats i atacs amb àcid. Amnistia Internacional ha declarat:
| «                         | [L]a realitat actual de la violència relacionada amb el dot és un exemple del que pot passar quan les dones són tractades com a propietat. Les núvies que no poden pagar l'alt "preu" per casar-se són castigades amb violència i sovint la mort a mans dels seus sogres o dels seus propis marits. | » |
| — Amnistia Internacional, | |   |

La Declaració sobre l'Eliminació de la Violència contra les Dones classifica la violència contra les dones en tres categories: la que es produeix en la família (DV), la que es produeix a la comunitat en general i la perpetrada o tolerada per l'Estat. La violència familiar es defineix de la següent manera:
| «                                                                 | Violència física, sexual i psicològica que es produeix a la família, incloent maltractaments, abús sexual de les filles a la llar, "violència relacionada amb el dot", violació matrimonial, mutilació genital femenina i altres pràctiques tradicionals perjudicials per a les dones, violència no conjugal i violència relacionada amb l'explotació. | » |
| — Declaració sobre l'Eliminació de la Violència contra les Dones, | |   |

Kirti Singh afirma: "La dot es considera àmpliament una causa i una conseqüència de la preferència del fill. La pràctica del dot condueix inevitablement a la discriminació en diferents àrees contra les filles i les fa vulnerables a diverses formes de violència". Singh suggereix que això pot provocar que les nenes siguin no desitjades, un avortament selectiu per sexe o que els seus pares la puguin abandonar o maltractar-la després de néixer. UNICEF assenyala que el dot ajuda a perpetuar el matrimoni infantil. L' Organització Mundial de la Salut (OMS) ha expressat la seva preocupació pel feminicidi relacionat amb el dot, citant l'estudi de Virendra Kumar que argumentava que les morts per dot es produeixen principalment a zones del subcontinent indi. Observen que les estimacions del nombre real de morts per dot a l'any varien àmpliament, des de 600 a 750 homicidis a l'any fins a 25.000 homicidis a l'any, amb els registres oficials del govern suggereixen 7.618 morts el 2006. Rakhshinda Perveen declara milers de casos de crema de núvies relacionats amb el dot al Pakistan, però pocs processaments i rares condemnes per violència contra les dones relacionada amb el dot.
UNODC inclou les morts per dot com una forma de violència de gènere. Al voltant del 4,6% dels delictes totals contra les dones a l'Índia estaven relacionats amb la mort per dot, i un altre 1,9% estaven relacionats amb la violació de la Llei de prohibició de la dot. La taxa de mort per dot a l'Índia ha estat d'aproximadament 0,7 dones per 100.000 cada any des del 1998 fins al 2009.